# مبدأ باريتو

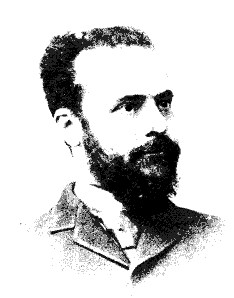
فيلفريدو باريتو، مخترع مبدأ باريتو.

يقول مبدأ باريتو أن 80% من النتائج سببها 20% من الأسباب. ويعرف هذا المبدأ أيضا بقاعدة 80 - 20.
وسمي هذا المبدأ على اسم عالم الاقتصاد الإيطالي فيلفريدو باريتو الذي لاحظ أن 80% من الثروة في إيطاليا، يملكها 20% من السكان.
ولهذا المبدأ تطبيقات عديدة في كافة المجالات، وفيما يلي بعض الأمثلة لهذه التطبيقات:
- في المبيعات: 80% من أرباحك تأتي من 20% من الزبائن.
- في الإدارة: 20% من الموظفين يقومون بـ 80% من العمل في الشركة.
- في تنظيم الوقت: 80% من وقتك يصرف على 20% من المهام أو الأشياء.
- في الاتصال: 80% من وقت اتصالك تقضيه في التكلم مع 20% من الموجودين في دفتر هاتفك.
- في الملابس: ترتدي في 80% من الوقت 20% من ماهو موجود في خزانة ملابسك.
- في الرعاية الصحية في الولايات المتحدة، تبين أن 20% من المرضى يستخدمون 80% من موارد الرعاية الصحية.